# Dicranomyia neoguttula
Dicranomyia neoguttula är en tvåvingeart som först beskrevs av Alexander 1958.  Dicranomyia neoguttula ingår i släktet Dicranomyia och familjen småharkrankar. Inga underarter finns listade i Catalogue of Life.